# Camille Costanzo
Camille Costanzo (Novembre 1571, Bovalino - 15 septembre 1622, Hirado) est un missionnaire jésuite italien mort martyr au Japon. 

## Biographie
Issu de la noblesse calabraise il étudie le droit civil à l'Université de Naples avant d'embrasser la carrière militaire et de servir sous les ordres d'Ambrogio Spinola. Il participe comme jeune officier au siège d'Ostende. De retour sur sa terre natale il décide de réorienter totalement sa vie. Il a 30 ans et demande à entrer dans la Compagnie de Jésus. Au terme de sa formation théologique semble-t-il raccourcie du fait de son âge il est ordonné prêtre et se porte volontaire pour les missions lointaines. Ses supérieurs pensent à lui pour la mission chinoise. Il arrive à Macao en mars 1605 mais, les Portugais ne souhaitant pas que des missionnaires italiens se rendent à l'intérieur de la chinois, il est alors envoyé vers le Japon.
Il arrive à Nagasaki le 17 août 1605. Une fois arrivé, il se met au japonais avant d'être envoyé en mission d'évangélisation dans la région de Buzen, sur l'île de Kyushu, puis du côté de Sakai, près d'Osaka. Il prévoyait de se rendre à Hokkaidō pour évangéliser la minorité Ainu lorsque les autorités commencèrent à s'en prendre aux missionnaires. Lorsque le shogunat Tokugawa finit par interdire le christianisme par un édit à la date du 27 janvier 1614, les missionnaires étrangers sont expulsés des îles japonaises et les convertis japonais doivent abjurer, sous peine de mort.
Camille Costanzo fut alors contraint de retourner à Macao, où il resta sept ans et s'adonna à l'écriture. Déterminé à ne pas laisser seuls les catholiques japonais victimes de persécutions, il obtient la permission en 1621 de ses supérieurs de retourner au Japon. Il prend un bateau pour Nagasaki déguisé en soldat. Grâce à la complicité des chrétiens locaux, il parvient à travailler et à échapper à plusieurs reprises à l'arrestation. Après trois mois de déplacements incessants, il est finalement dénoncé et arrêté le 24 avril 1622 alors qu'il était sur l'île d'Ukū, archipel des îles Gotō.

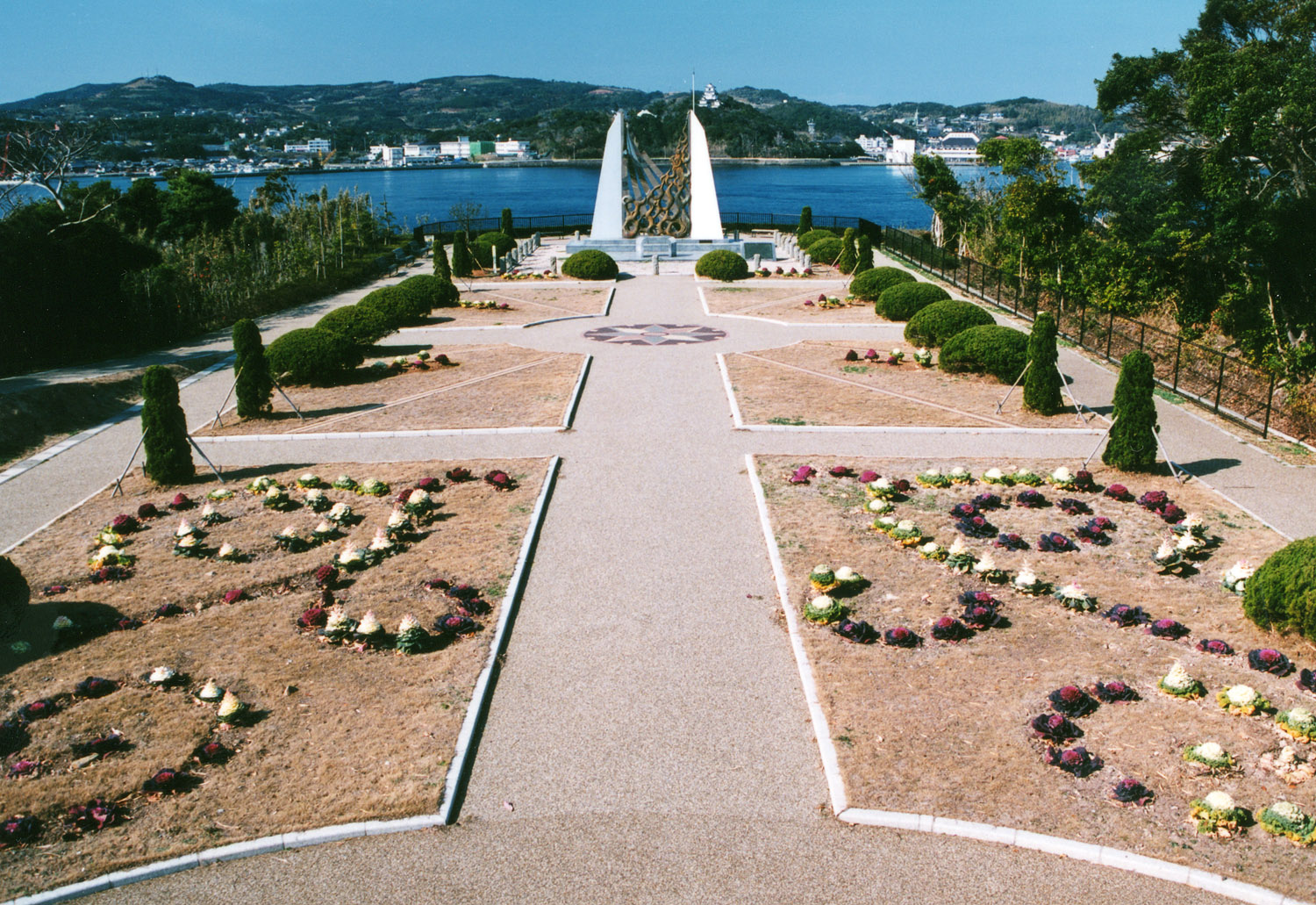
Parc commémoratif du Père Costanzo situé sur le lieu de son martyre

Camillo Costanzo est alors conduit sur l'île d'Ichinoscima pour y attendre la sentence, qui est la mort sur le bûcher. Ramené à Hirado le 15 septembre 1622, le missionnaire est attaché à une perche placée sur la plage de Tabira et brûlé vif. 
Il a été surnommé le Matteo Ricci du Japon.

## Œuvres
De Camille Costanzo ont été conservés plusieurs ouvrages apologétiques qui seront dans le temps diffusés au Siam, en Chine et au Japon ainsi que des ouvrages de réfutation du bouddhisme. Il serait aussi l'auteur d'une réfutation du confucianisme, la deuxième des trois parties qui compose l'ouvrage Myōtei Mondō (Dialogue entre les deux dames Myushu et Yutei), une apologétique de la religion chrétienne composée en 1605 et attribuée à Fucan Fabian alors jésuite qui, avant de quitter l'ordre et d'apostasier son christianisme se serait borné de mettre en bon japonais le texte original de Camille Costanzo.

## Vénération
Camille Costanzo fut béatifié par Pie IX en 1867. Il est commémoré le 15 septembre.